# Sibylle Mertens-Schaaffhausen
Sibylle Mertens-Schaaffhausen (Colonia, 29 gennaio 1797 – Roma, 22 ottobre 1857) è stata una collezionista d'arte e archeologa tedesca.

## Biografia
Figlia del banchiere di Colonia Abraham Schaaffhausen, ancora giovanissima iniziò ad interessarsi al mondo dell'arte e istituì poco dopo un salotto che raggiunse una certa importanza nella Germania dell'epoca. Appassionatasi all'archeologia ed alla numismatica, cosa insolita nella formazione di una donna dell'epoca, venne invitata ad una serie di incontri scientifici del settore a Roma. Supportò la rivoluzione tedesca del 1848-1849 e si legò particolarmente con altre personalità del mondo della cultura tedesca dell'epoca come Adele Schopenhauer, sorella del famoso filosofo. Fu la prima archeologa tedesca nel senso moderno del termine.
Nel 1816, sposò un banchiere di Colonia, Joseph Ludwig Mertens, il quale aveva sedici anni più di lei ma di sicuro le avrebbe potuto assicurare un futuro roseo e senza problemi economici. La coppia ebbe insieme sei figli, ma il matrimonio non fu felice. Il divorzio non fu mai un'opzione, principalmente per ragioni religiose. Annette von Droste-Hülshoff, una scrittrice e frequentatrice del suo salotto, fu una delle sue più intime amiche e lo descrisse come un "inferno coniugale". Grazie alle ampie disponibilità finanziarie tuttavia i due vissero separati: mentre il marito continuò a risiedere a Colonia, Sibylle visse perlopiù al castello di Petersburg, per poi trasferirsi a Roma. Anche se nella sua vita vantò moltissime amicizie femminili, molte delle quali particolarmente affezionate non vi sono prove certe, come sostenuto da alcuni critici letterari, che Sibylle fosse lesbica per quanto nel suo diario si possono intravedere degli indizi che porterebbero a pensare che abbia avuto relazioni con Laurina Spinola e soprattutto Adele Schopenhauer, con la quale visse dal 1826, assieme alla madre di quest'ultima Johanna Schopenhauer.
Alla sua morte nel 1857 a Roma, venne sepolta nel Cimitero Teutonico.